# Sei Fuwa
Sei Fuwa (不破 整, Fuwa Sei) was een Japans voetballer die speelde als doelman.

## Clubcarrière
Sei Fuwa speelde voor Waseda WMW.

## Japans voetbalelftal
Sei Fuwa nam met het Japans voetbalelftal deel aan de Olympische Zomerspelen 1936.